# Strandorangelav
Strandorangelav (Caloplaca marina) är en lavart som först beskrevs av Wedd., och fick sitt nu gällande namn av Alexander Zahlbruckner. Strandorangelav ingår i släktet orangelavar och familjen Teloschistaceae.  Utöver nominatformen finns också underarten americana.

## Källor

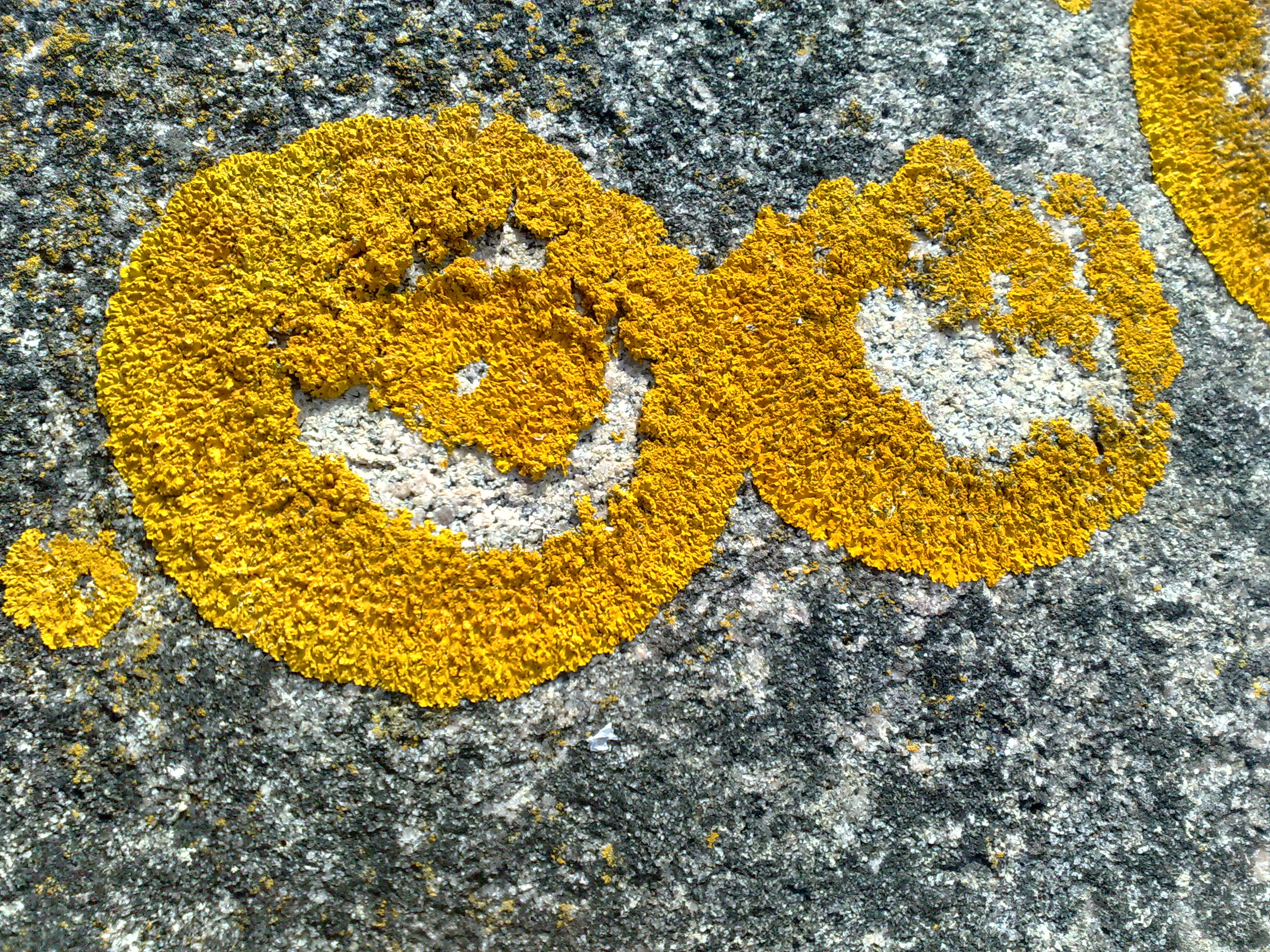
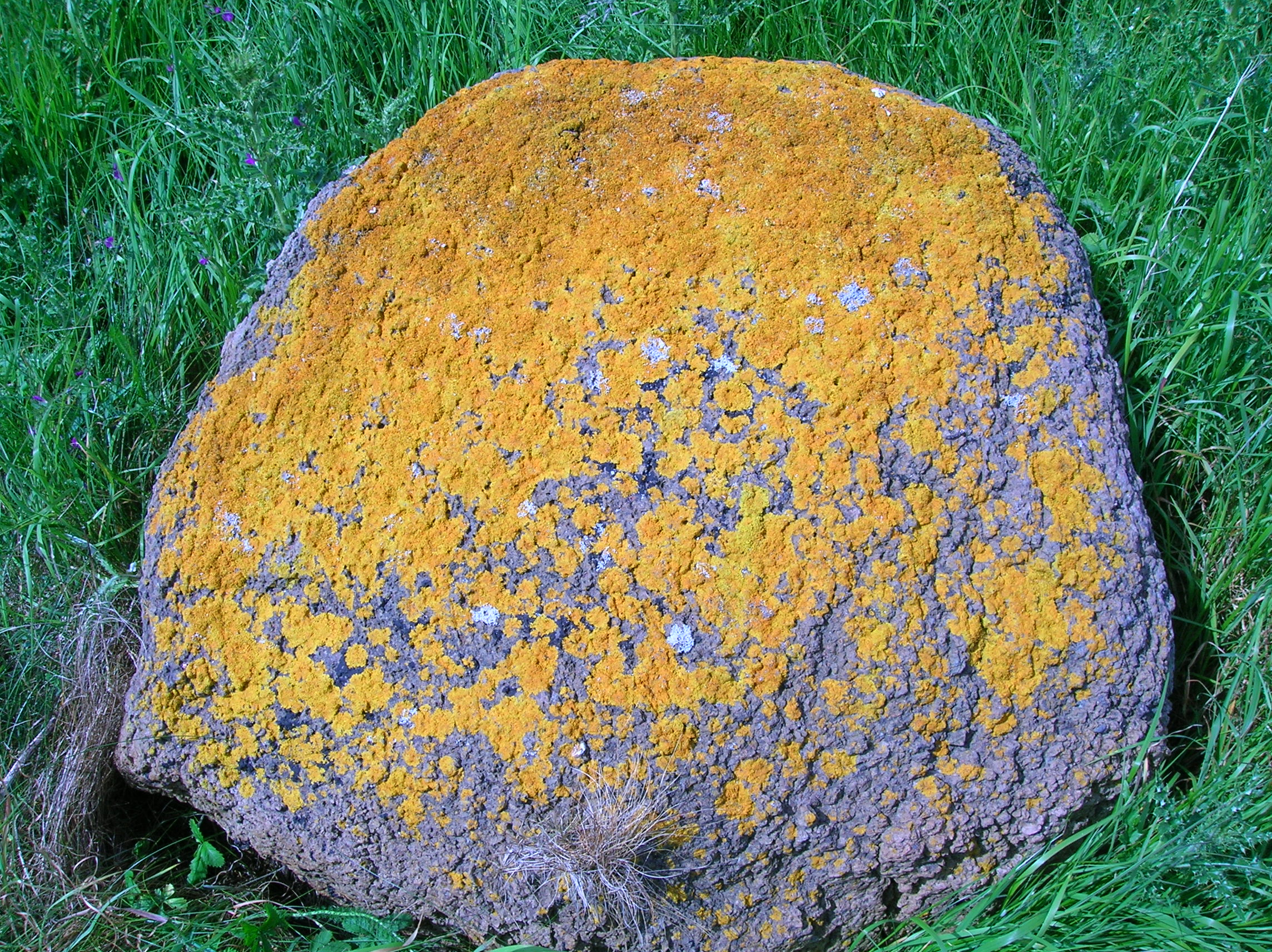